# Monument al Doctor Robert (Sitges)
El monument al Doctor Robert és una estàtua a la vila de Sitges (el Garraf) inclosa en l'Inventari del Patrimoni Arquitectònic de Catalunya creada per l'escultor Josep Reynés. El monument públic dedicat al Doctor Robert (Bartomeu Robert i Yarzábal).

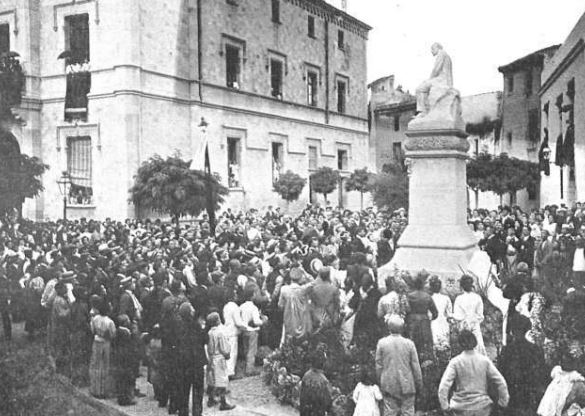
Inauguració del monument el 1907

Està situat a la plaça de l'Ajuntament, prop de l'església parroquial, enmig d'una petita enjardinada aïllada del carrer per una reixa de ferro; consta d'un pedestal de pedra acabat en cornisa, damunt del qual hi ha la figura asseguda del Dr. Robert, realitzada en pedra calcària. La simplicitat del conjunt només s'altera al pedestal, on elements de decoració floral emmarquen un text escrit amb lletres de tipus modernista que diu "La vila de Sitges a son fill predilecte Dr. Robert". El monument va ser erigit per subscripció popular com a homenatge a Bartomeu Robert (1842-1902), alcalde de Barcelona, que fou declarat fill predilecte de Sitges el 1899, i va ser inaugurat el dia 23 d'agost de l'any 1907.